# Asonus qinghaiensis
Asonus qinghaiensis är en insektsart som beskrevs av Liu, Jupeng 1986. Asonus qinghaiensis ingår i släktet Asonus och familjen gräshoppor. Inga underarter finns listade i Catalogue of Life.